# Staw pod Warszawianką
Staw pod Warszawianką lub Staw pod Skarpą, Glinianka Bazylianów – staw w Warszawie, w dzielnicy Mokotów.

## Położenie i charakterystyka
Staw znajduje się w stołecznej dzielnicy Mokotów, na obszarze MSI Sielce, u podnóża skarpy warszawskiej, poniżej kościoła św. Michała Archanioła, w pobliżu ulicy Dolnej. Położony jest na obszarze zlewni Kanału Głównego „A”. W pobliżu znajdują się skwer Olgi i Andrzeja Małkowskich, tereny klubu sportowego Warszawianka, a także osiedle Dolna-Piaseczyńska.
Zgodnie z „Programem Ochrony Środowiska dla m. st. Warszawy na lata 2009–2012 z uwzględnieniem perspektywy do 2016 r.” staw położony jest na terasie nadzalewowej. Jego powierzchnia wynosi 0,3599 ha. Staw jest bezodpływowy. Zasilany jest stale wodami podziemnymi. Według numerycznego modelu terenu udostępnionego przez Geoportal lustro wody znajduje się na wysokości 89,2 m n.p.m. Jego głębokość wynosi ok. 1 m. Identyfikator MPHP to 130936348.
Staw położony jest na terenie Warszawskiego Obszaru Chronionego Krajobrazu. Porośnięty jest roślinnością szuwarową.
Jedną z nazw określających zbiornik wodny jest Glinianka Bazylianów. W XVIII wieku w pobliżu ulicy Dolnej powstała cegielnia należąca do zakonu bazylianów.
W 2021 roku rozpoczęto oczyszczanie stawu i porządkowanie okolicznego terenu w ramach projektu finansowanego z budżetu obywatelskiego.